# Eburia caymanensis
Eburia caymanensis là một loài bọ cánh cứng trong họ Cerambycidae.